# Baku Cup 2010
Il Baku Cup 2010 (Azerbaijan F1 Futures 2010) è stato un torneo di tennis facente parte della categoria ITF Men's Circuit nell'ambito dell'ITF Men's Circuit 2010. Il torneo si è giocato a Baku in Azerbaigian dal 15 al 21 febbraio 2010 su campi in cemento.

## Vincitori

### Singolare
Ervin Eleskovic ha battuto in finale  Sergej Betov con il punteggio di 6–3, 6–2

### Doppio
Petru-Alexandru Luncanu /  Matwé Middelkoop hanno battuto in finale  Mao-Xin Gong /  Li Zhe con il punteggio di 6(7)–7, 6–3, [12-10]